# Hapalomys delacouri
Hapalomys delacouri is een knaagdier uit het geslacht Hapalomys dat voorkomt in Zuid-Guangxi en op Hainan (Zuid-China), in Noord-Laos en in Midden-Vietnam. Er zijn Holocene fossielen gevonden in Sichuan en Guizhou en Pleistocene fossielen in Guangxi en Noordoost-Thailand. Het is een zeldzame soort, zodat het niet verrassend is als hij in een groter gebied levend zou worden gevonden.
De vacht is dik en zacht. De rug is okerbruin, de onderkant wit. De staart is relatief kort en de punt is weinig behaard. Het gezicht is okerbruin. De oren zijn bruin en relatief groot. De voeten zijn klein. De kop-romplengte bedraagt 121 tot 136 mm, de staartlengte 140 tot 171 mm, de achtervoetlengte 22 tot 24 mm en de oorlengte 14 tot 15 mm. Vrouwtjes hebben 1+1+2=8 mammae.
Er zijn mogelijk drie ondersoorten (H. d. delacouri uit Midden-Vietnam, H. d. marmosa uit Hainan en H. d. pasquieri) uit Noord-Laos, maar er zijn zo weinig exemplaren bekend dat het waarschijnlijk te vroeg is om die ondersoorten te erkennen. H. d. pasquieri is kleiner en heeft een harigere staart dan H. d. delacouri.